# 范汝为
范汝为（？—1132年），南宋初年建州（今福建省建瓯市）人。
范汝为早年追随叔父范积中，以贩卖私盐为业。建炎四年（1130年）在回源洞率饥民起義，最初僅40餘人。宋神武副军都统制李捧率官军3千迎击，被击溃，李捧逃走。農民軍連戰皆捷，聲勢大振，廣大飢民紛紛參加起義軍，隊伍已達數萬人，攻破建阳县。地主阶级知识分子欧阳颖士、吴琮等人，也加入了农民军，他们以萧何、曹参自许，为农民军出谋划策，劝范汝为效仿汉高祖，以布衣取天下，还帮助农民军“置伪官”，建立政权机构，范汝为言听计从。朝廷派前御史台檢法官謝響、迪功郎陸棠前往招安，遭到范汝为的拒绝。谢响、陆棠招安不成，反而逐渐转变态度，加入农民军，力劝范汝为向唐朝末年在福建割据的王潮学习，并表示愿意“佐命”，做农民军的谋士。福建制置使辛企宗率军镇压。十二月，谢响等向南宋政府上奏，说范汝为已经接受“招安”，宋高宗授予范汝为“武翼郎、閤门祗候、民兵都统”的官职，受辛企宗节制；范汝为部下的农民军将领，也有一二百人被授以官职；勇将叶铁被任命为忠翊郎，更名叶彻昭，候任下州文学参军。范汝为没有解散部众，屯田于建阳，當地地主要向農民軍交納租税。绍兴元年（1131年）十月，再次起兵，攻占建州，守臣王凌明棄城走，辛企宗退屯福州。義軍队伍多至10余万人。朝廷责怪辛企宗“操兵玩寇，一路骚然”。高宗遂贬辛企宗，降三官。范汝為分兵攻打邵武军，派遣強將葉徹领兵攻打南剑州，葉徹不幸中流矢而死，义军败走。葉徹二子引眾揚言報父仇，與任士安再度攻打南剑州，义军败退，汝为聲勢稍挫。绍兴二年（1132年）正月，福建路、江南西路、荆湖北路宣抚副使韩世忠率领步卒三万，水陆并进，范汝为据建州城抵抗，韩世忠日夜攻城，建州城破，范汝为逃至回源洞，自焚死，一说自缢而死，义军被杀1万余人。范忠率餘部繼續抵抗，年底溃败。